# Krieg im Donbass
Der Krieg im Donbass ist ein bewaffneter Konflikt im Donezbecken (Donbass) im Osten der Ukraine seit 2014, der die Anfangsphase des umfassenderen Russisch-Ukrainischen Krieges darstellt.
Nach den Protesten des Euromaidan ab Spätherbst 2013 und dem Sturz einer pro-russischen Regierung unter Wiktor Janukowytsch fanden im April 2014 in den ukrainischen Oblast Donezk und Luhansk, die gemeinsam als „Donbass“ bezeichnet werden, Interventionen von Gruppen statt, die von Russland gesteuert wurden, zeitgleich mit der völkerrechtswidrigen Besetzung der Krim durch Russland. Bewaffnete riefen die Volksrepubliken Donezk (DNR) und Lugansk (LNR) aus. Im April 2014 wurde von der Ukraine der Beginn der militärischen Anti-Terror-Operation (ATO) gegen die ‚Autonomisten‘ im Donbass, auf der Krim und in Sewastopol erklärt.
Als der Konflikt im Mai 2014 eskalierte, wandte Russland einen „hybriden Ansatz“ an und setzte eine Kombination aus Desinformation, irregulären Milizen, regulären russischen Truppen und konventioneller militärischer Unterstützung ein, in dem Versuch den Donbass zu erobern. Trotz zweier Waffenstillstandsabkommen (Minsk I und Minsk II) dauerte der Konflikt unter zeitweisem Abflauen und bei weitgehendem Desinteresse der westlichen Öffentlichkeit, bis zum umfassenden russischen Überfall der Ukraine im Februar 2022 fort.

Karte Krieg im Donbass, 16. Mai 2022

Veränderungen der von Aufständischen (rot) kontrollierten Gebiete. Erstes Bild vom 1. Juli 2014, letztes Bild vom 12. September 2014.

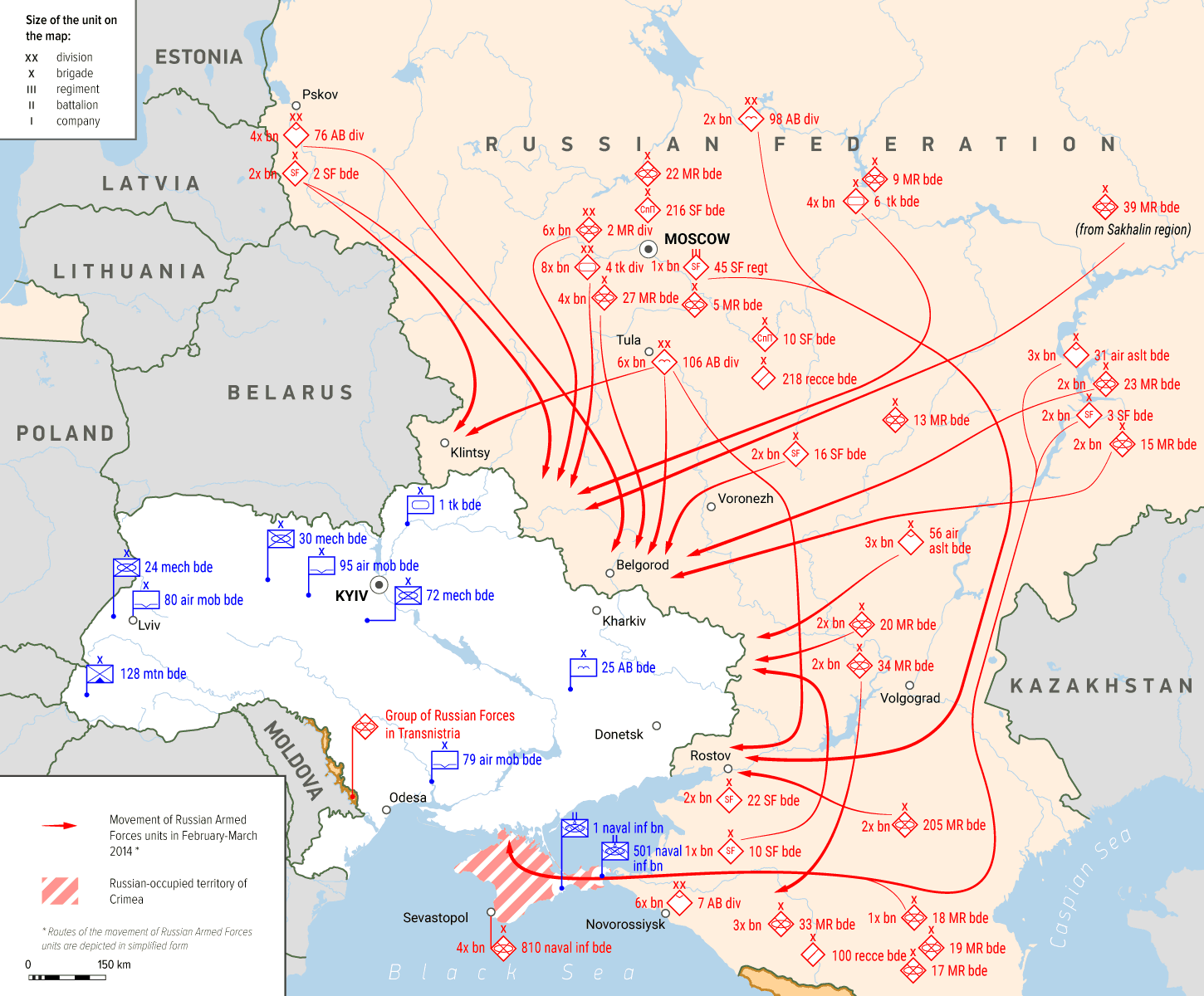
Russische Truppen marschieren auf der Krim ein und beginnen mit Militärübungen an der ukrainischen Grenze. Februar bis Anfang März 2014. Basierend auf Gene Thorp/The Washington Post. Quelle: RUSI

## Auslösung des Konflikts

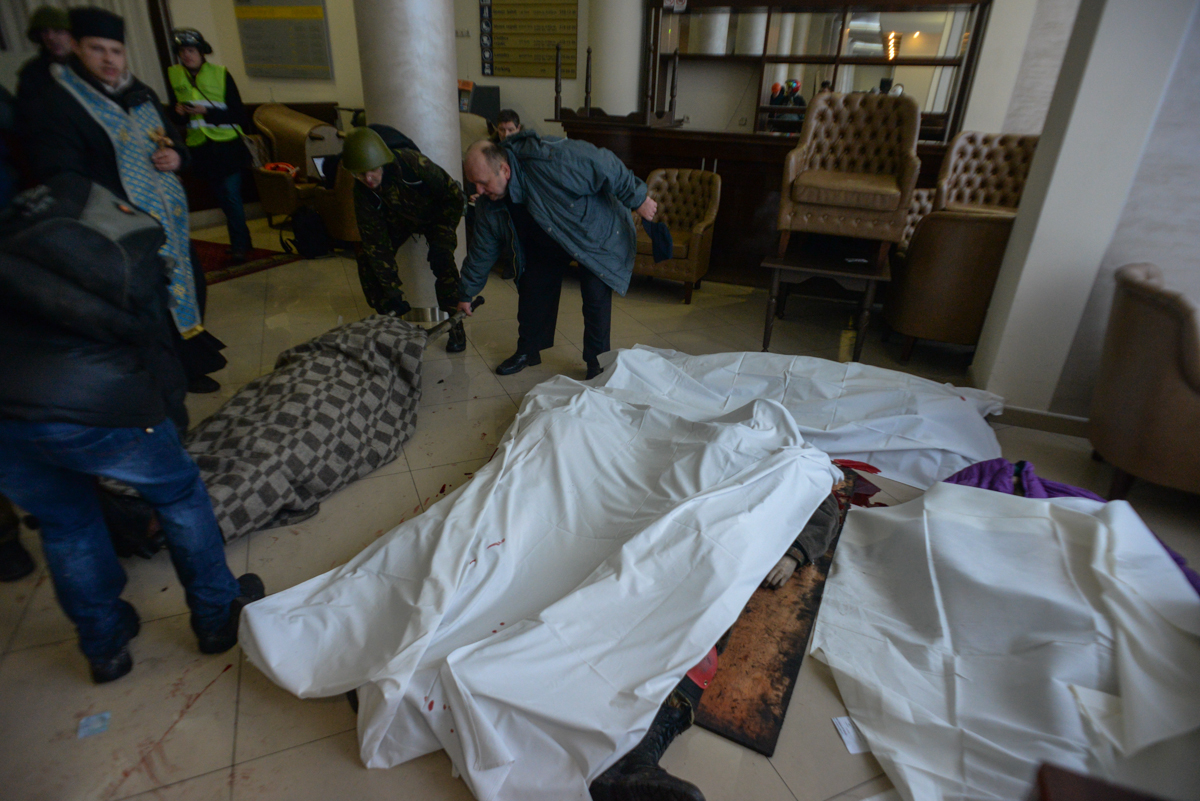
Leichen in der zum provisorischen Krankenhaus umfunktionierten Lobby des Hotels Ukrajina (20. Februar 2014)

Nachdem die Regierung Janukowytschs im November 2013 die Unterzeichnung eines Assoziierungs- und Freihandelsabkommen mit der Europäischen Union ausgesetzt hatte, kam es in den folgenden Wochen zu Massenprotesten. Vom 18. bis 20. Februar eskalierte die Gewalt und viele Demonstranten wurden Opfer von auf Gebäuden postierten Scharfschützen. Innerhalb von 48 Stunden kamen 75 Personen ums Leben. Die Identität der Scharfschützen ist bis heute (Stand 2023) ungeklärt. Das Büro des Hohen Kommissars der Vereinten Nationen für Menschenrechte (OHCHR) berichtete, dass 108 Demonstranten und 13 Sicherheitskräfte zwischen November 2013 und Februar 2014 getötet wurden.
Wenig später stürzte die Regierung  Janukowytschs. Im April 2014 intervenierten daraufhin in den ukrainischen Oblast Donezk und Luhansk russische paramilitärische Gruppen. Bewaffnete, von Russen angeführte Gruppen riefen die Volksrepubliken Donezk und Luhansk (DVR bzw. LVR) aus, griffen im gesamten Donbass Beamte an und stürmten Regierungsgebäude. Am 14. April erklärte die neue ukrainische Regierung den Beginn der militärischen Anti-Terror-Operation (ATO) gegen die ‚Autonomisten‘ im Donbass, auf der Krim und in Sewastopol.

### Motivationen und Drahtzieher
Laut ukrainischen Journalisten gibt es Hinweise, dass Pläne für eine militärische Intervention im Donbass zur Bildung eines von Russland kontrollierten Marionettenstaates Neurussland zur Sicherstellung der Versorgung der annektierten Krim lange vor Beginn des Konflikts im April diskutiert wurden. Als Folge der Euromaidan-Revolution verloren im postsowjetischen Raum viele kremlfreundliche Führer ihre Macht. Bald wurden Beamte des 5. Dienstes des FSB (Dienst für operative Informationen und internationale Beziehungen (DPI)), beauftragt, Geheimdienstoperationen auf dem Territorium der ehemaligen UdSSR durchzuführen und in Belarus, der Republik Moldau und Abchasien wahrgenommen. Es stellte sich heraus, dass ihre Hauptaufgabe dort nicht die klassische Spionage, sondern die Unterstützung kremlfreundlicher Kandidaten bei den Kommunalwahlen war. Für den DPI stellte die Ukraine die Priorität des gesamten postsowjetischen Raumes dar. Sergei Beseda, seit 2009 Leiter des 5. Dienstes des FSB, war kurz vor dem Sturz von Präsident Wiktor Janukowytsch in Kiew, um alles zu tun, um die Ukraine im Einflussbereich Russlands zu halten. Beseda, offiziell in Kiew mit der Ermittlung des erforderlichen Schutzes der russischen Botschaft und weiterer russischer Institutionen beauftragt, war am 20. und 21. Februar 2014, während des Euromaidan dort und stand in Kontakt mit dem Sicherheitsdienst der Ukraine (SBU). Er bat auch um ein Treffen mit Präsident Janukowitsch zu diesem Thema, was jedoch abgelehnt wurde.
In Telefonaten, die im Februar und März 2014 aufgezeichnet wurden, weist Sergei Glasjew darauf hin, dass die „Halbinsel keinen eigenen Strom, Wasser oder Gas hat“ und eine „schnelle und effektive“ Lösung nach Norden expandieren würde. Im Februar 2014 erteilte Glasjew verschiedenen pro-russischen Parteien in der Ukraine direkte Anweisungen, Unruhen in Donezk, Charkiw, Saporischschja und Odessa anzuzetteln. Er sagte verschiedenen pro-russischen bzw. von Russland kontrollierten Akteuren, sie sollten lokale Verwaltungsbüros einnehmen, was sie danach tun und wie sie ihre Forderungen formulieren sollten, und versprach Unterstützung aus Russland, einschließlich „Senden unserer Jungs“. Russland nutzte die Proteste aus, um eine koordinierte politische und militärische Kampagne gegen die Ukraine zu starten. Russische Bürger führten von April bis August 2014 die Separatistenbewegung in Donezk an und wurden von Freiwilligen und Material aus Russland unterstützt. Die aus Russland in die Ukraine eingedrungene Gruppe von 52 Mann um Igor Girkin, einen Oberst des russischen Militärnachrichtendienst GRU, fand keine lokalen Anführer und anfangs nur etwa 150 bis 200 Unterstützer. Girkin sagte, dass der Krieg in der Ostukraine nicht von den russischsprachigen Donbass-Bewohnern selbst ausging, sondern dass er „den Auslöser zum Krieg […] gedrückt“ habe.
Am 4. April 2014 forderte das Außenministerium der Ukraine Russland auf, die Umstände von Besedas Aufenthalt in der Ukraine vom 20. bis 21. Februar 2014 mitzuteilen, um in der vorgerichtlichen Untersuchung die Wahrheit über die Morde zu klären.
Am 11. März 2022 berichtete der investigative Journalist Andrei Soldatow über die Festnahme Besedas und seines Stellvertreters Anatoli Boluch, vermutlich weil er Putin über die Bereitschaft der Ukrainer, „die Befreier willkommen zu heißen“, in die Irre geführt hatte. Boluch soll zusätzlich für Fehlinformationen verantwortlich sein. Der 5. Dienst war dafür verantwortlich, Wladimir Putin am Vorabend der Invasion mit Informationen über die politischen Ereignisse in der Ukraine zu versorgen. Laut Medienberichten wird vermutet, dass der 5. Dienst aus Angst, den Kremlführer zu irritieren, ihm die Informationen gab, die er hören wollte. Zunächst wurden Beseda und sein Stellvertreter unter Hausarrest gestellt. Ihm wird auch die Unterschlagung von Geldern vorgeworfen, die für die Separatisten bestimmt und für Operationen bereitgestellt waren. Am 11. April berichtete The Times of London, dass Beseda in das berüchtigte Lefortowo-Gefängnis verlegt worden war, ein Schauplatz von Massenhinrichtungen während der Säuberungen durch Stalin.

## Lokale Aktionen

### Kramatorsk April 2014
In Kramatorsk, einer Stadt im nördlichen Oblast Donezk, griffen Separatisten am 13. April eine Polizeistation an. Die Kämpfer, Mitglieder paramilitärischer Truppen in der Ostukraine, eroberten mit einer Schießerei die Polizeistation. Sie entfernten das Schild der Polizeiwache und hissten die Flagge der Volksrepublik Donezk über dem Gebäude. Dann stellten sie dem Bürgermeister und der Verwaltung ein Ultimatum, das besagte, dass sie sie ihres Amtes entheben würden, wenn sie nicht bis zum folgenden Montag die Treue schwören würden. Ein Vertreter der Republik sprach vor der besetzten Polizeiwache zu Einheimischen, wurde jedoch negativ aufgenommen und ausgebuht. Nach dem Beginn der „Anti-Terror-Operation“ im Gebiet Donezk wurden die Besetzer am 2. und 3. Mai aus dem SBU-Gebäude in Kramatorsk vertrieben. Trotzdem zogen sich die ukrainischen Truppen aus unbekannten Gründen schnell aus der Stadt zurück, und die Separatisten erlangten schnell die Kontrolle zurück. Sporadische Kämpfe dauerten bis zum 5. Juli an, dann zogen sich die Aufständischen aus Kramatorsk zurück.

### Kampf um Mariupol 2014

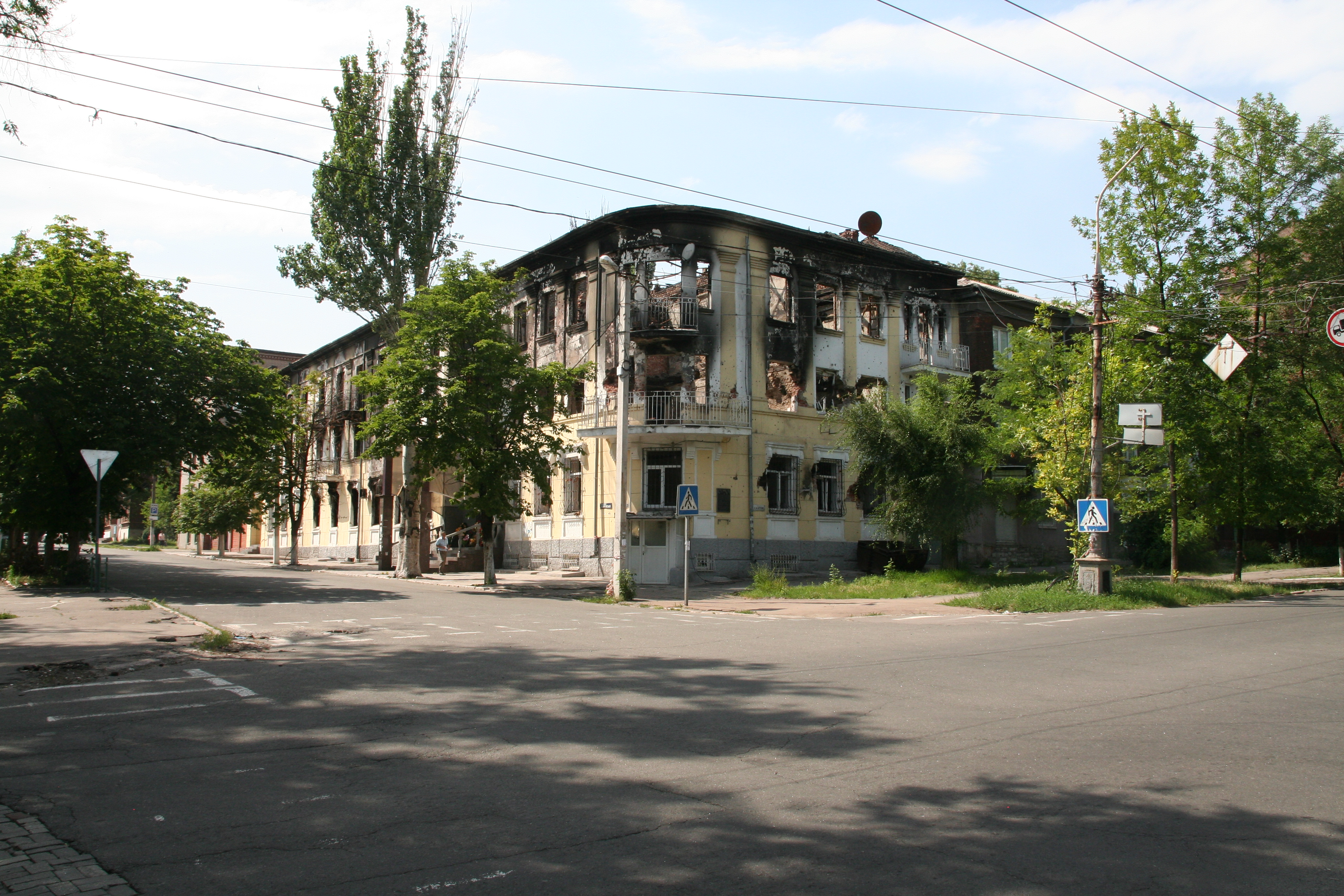
Zerstörte Polizeistation in Mariupol 2014

Aktivisten der Volksrepublik Donezk übernahmen am 13. April die Kontrolle über das Gebäude der Stadtverwaltung in Mariupol. Die Zusammenstöße zwischen Regierungstruppen und prorussischen Gruppen eskalierten Anfang Mai, als das Gebäude der Stadtverwaltung kurzzeitig von der ukrainischen Nationalgarde zurückerobert wurde. Die von Russland kontrollierten Kräfte übernahmen das Gebäude wieder. Militante starteten daraufhin einen Angriff auf eine örtliche Polizeistation, was die ukrainische Regierung dazu veranlasste, Streitkräfte zu entsenden. Scharmützel zwischen den Truppen und lokalen Demonstranten führten dazu, dass das Gebäude der Stadtverwaltung in Brand gesteckt wurde. Den Regierungstruppen gelang es nicht, die Pro-Russen zu vertreiben.
Am 12. Mai wurde berichtet, dass sich der Anführer der Volksmiliz Donbass, Igor Wsewolodowitsch Girkin, Oberst des russischen Militärgeheimdienstes GRU, nach dem Referendum über die lokale Autonomie zum „Oberbefehlshaber“ der Volksrepublik Donezk erklärte. In seinem Dekret forderte er alle in der Region stationierten Militärs auf, ihm innerhalb von 48 Stunden einen Treueeid zu schwören, und sagte, dass alle verbleibenden ukrainischen Militärs in der Region „auf der Stelle vernichtet“ würden. Anschließend ersuchte er die Russische Föderation um militärische Unterstützung zum Schutz vor „der Bedrohung durch eine NATO-Intervention“ und „Völkermord“. Pawlo Hubarjew, Präsident der „Volksrepublik Donezk“, verhängte am 15. Mai das Kriegsrecht und gelobte die „totale Vernichtung“ der ukrainischen Streitkräfte, wenn sie sich nicht bis 21:00 Uhr aus dem Donbas zurückzögen. In ähnlicher Weise erklärte der Präsident der Volksrepublik Lugansk, Waleri Bolotow, am 22. Mai das Kriegsrecht.
Am 16. Mai vertrieben Stahlarbeiter zusammen mit örtlichen Polizei- und Sicherheitskräften die Aufständischen aus der Stadtverwaltung und anderen besetzten Regierungsgebäuden. Die meisten Aufständischen verließen die Stadt.

### Slowjansk
Ab Mitte Mai 2014 führte Igor Girkin als „Generalissimus“ bzw. „Armeechef“ die Separatisten in Slowjansk. Nach Berichten von Augenzeugen herrschte in der Stadt völlige Rechtlosigkeit. Die Angst und ein drakonisches Regime gegen Abweichler währte bis zum Abzug der regierungsfeindlichen Kämpfer.

### Flughafenkampf und Kämpfe in Luhansk
Am Morgen des 26. Mai eroberten 200 von Russland kontrollierte Aufständische, darunter Mitglieder des Wostok-Bataillons, das Hauptterminal des internationalen Flughafens von Donezk, errichteten Straßensperren und forderten den Abzug der Regierungstruppen. Kurz nachdem diese Forderungen gestellt worden waren, stellte die ukrainische Nationalgarde den Separatisten ein Ultimatum und forderte sie auf, sich zu ergeben. Dies wurde abgelehnt. Regierungstruppen starteten daraufhin einen Angriff auf Stellungen der Separatisten am Flughafen mit Fallschirmjägern und Luftangriffen. Kampfhubschrauber wurden von Regierungstruppen eingesetzt. Sie zielten auf ein von Separatisten betriebenes Flugabwehrgeschütz. Schätzungsweise 40 Aufständische starben bei den Kämpfen, wobei einige Zivilisten ins Kreuzfeuer gerieten. Zwischen 15 und 35 Aufständische wurden durch Eigenbeschuss getötet, als zwei Lastwagen mit verwundeten Kämpfern vom Flughafen wegfuhren und von Aufständischen überfallen wurden, die sie mit ukrainischen Streitkräften verwechselten. 31 Leichen wurden nach Russland zurückgebracht.
Während der Kämpfe am Flughafen wurde auch der Druschba-Sportpalast in der Stadt Donezk durch von Russland kontrollierte Aufständische geplündert und das Gebäude in Brand gesteckt. Aus der Spielstätte des HK Donbass Donezk wurden unter anderem Plasmabildschirme, Einrichtungsgegenstände und ein Auto gestohlen. Des Weiteren wurden Tresore aufgebrochen und geleert sowie die Sicherheitstechnik des Gebäudes zerstört. Gleichzeitig teilte die Polizei von Donezk mit, die Aufständischen hätten zwei Polizisten in der nahe gelegenen Stadt Horliwka getötet. Die Moscow Times berichtete, die beiden Männer seien hingerichtet worden, weil sie „ihren Eid gegenüber der Volksrepublik Donezk gebrochen“ hätten.
Der Volksrepublik Lugansk nahestehende Aufständische griffen in den frühen Morgenstunden des 28. Mai eine Einheit der ukrainischen Nationalgarde an. Am 31. Mai wurden bei einem Gefecht von rund 100 Bewaffneten mit ukrainischen Grenzschutzbeamten zwei Separatisten getötet. Zwei Tage später wurden fünf Separatisten getötet, als 500 Separatisten einen Grenzposten in der Oblast Luhansk angriffen. Elf Grenzschutzbeamte und acht Separatisten wurden während der Kämpfe verwundet, die auch einen Zivilisten töteten.

### Luftangriff auf Luhansk
Am 2. Juni wurden bei einer Reihe von Explosionen, die das besetzte RSA-Gebäude in der Stadt Lugansk trafen, acht Menschen getötet und mehr als 20 verletzt. Separatisten machten einen Luftangriff der Regierung für den Vorfall verantwortlich, während ukrainische Beamte dies bestritten und behaupteten, die Explosionen seien durch eine von Aufständischen abgefeuerte Boden-Luft-Rakete verursacht worden. Die Organisation für Sicherheit und Zusammenarbeit in Europa (OSZE) veröffentlichte am nächsten Tag einen Bericht, in dem sie feststellte, dass sie auf der Grundlage „begrenzter Beobachtungen“ glaube, dass die Explosion durch einen Luftangriff verursacht wurde, was separatistische Behauptungen stützte. CNN-Betrachtungen ergaben ebenfalls Hinweise dafür, dass der Angriff aus der Luft kam, das Muster der Krater deute auf die Verwendung der Bordkanone einer Su-25 hin, was den Aussagen der OSZE widersprach, welche auf ungelenkte Raketen verwies. Laut dem Chefredakteur von Jane’s waren die Flugzeuge beim belagerten Grenzposten eingesetzt worden, warum ein Flugzeug möglicherweise ein Ziel in der Stadt und mehrere Meilen entfernt angriff, sei nicht bekannt. CNN schrieb, es sei wohl das erste Mal gewesen, dass Zivilisten bei einem Angriff der ukrainischen Luftwaffe während der pro-russischen Unruhen im Donbass 2014 getötet worden seien, der selbsterklärte „Premierminister“ hoffte, der Angriff möge ein Eingreifen Russlands auslösen.
Regierungstruppen zerstörten eine separatistische Festung in Semeniwka und erlangten am 3. Juni die Kontrolle über Lyman zurück. Bei den Kämpfen wurden zwei Soldaten getötet und 45 verletzt. Ein Sprecher der Streitkräfte der Ukraine teilte mit, dass während der Operation 300 Aufständische getötet und 500 verletzt wurden. Aufständische sagten, sie hätten zwischen 10 und 50 Männer verloren. Mindestens 25 seien im Krankenhaus von Krasnyi Lyman getötet worden. Keiner dieser Berichte wurde unabhängig bestätigt, und beide Seiten bestritten die Berichte der anderen über die Schlacht.
Am nächsten Tag eroberten Aufständische den belagerten Grenzposten Luhansk sowie einen Stützpunkt der Nationalgarde in der Nähe der Stadt Luhansk. Bei den Kämpfen in diesen Gebieten wurden sechs Aufständische getötet und drei Regierungssoldaten verletzt. Ein weiterer Grenzposten wurde von den Aufständischen in Swerdlowsk erobert. Die Basis der Nationalgarde fiel, nachdem den Gardisten die Munition ausgegangen war. Zuvor hatten Separatisten große Mengen Munition von dem eroberten Grenzposten beschlagnahmt.
Ein weiterer Grenzposten wurde am 5. Juni im Dorf Maryniwka angegriffen. Regierungsbeamte teilten mit, dass zwischen 15 und 16 Aufständische getötet und fünf Soldaten verletzt wurden. Am 7. Juni fand in der Nähe der RSA Donezk eine Schießerei zwischen rivalisierenden Separatistengruppen in der Stadt Donezk statt. Der Vizepräsident der Volksrepublik Donezk, Maxim Petruchin, wurde bei den Kämpfen getötet und Präsident Denis Wladimirowitsch Puschilin wurde verwundet.

### Russischer Panzereinfall
Laut ukrainischen Beamten erlaubte Russland seinen Panzern am 11. Juni, die russisch-ukrainische Grenze in das Gebiet Donezk zu überqueren. Innenminister Arsen Awakow sagte: „Wir haben Kolonnen mit gepanzerten Personentransportern, anderen gepanzerten Fahrzeugen und Artilleriegeschützen sowie Panzern beobachtet, die nach unseren Informationen über die Grenze kamen und sich heute Morgen in Snischne befanden“. Er sagte weiter, dass die ukrainischen Streitkräfte einen Teil der Kolonne zerstört hätten und dass die Kämpfe noch andauerten. Reuters-Korrespondenten bestätigten die Präsenz von drei Panzern in der Stadt Donezk, und das Bureau of Intelligence and Research des Außenministerium der Vereinigten Staaten teilte mit, dass Russland tatsächlich Panzer zusammen mit anderen schweren Waffen an die Separatisten in der Ukraine geschickt habe.

### Abschuss einer Iljuschin Il-76

Karte des Donbass mit Ausdehnung und Schrumpfung der von russischen Akteuren gehaltenen Gebiete am 18. Juni 2014, am 28. Juli und am 31. August sowie Flugweg und Absturzstelle Malaysia Airlines Flug 17.

Am 14. Juni 2014 wurde eine Iljuschin Il-76 der Ukrainischen Luftstreitkräfte von Kräften der „Volksrepublik Lugansk“ auf dem Landeanflug auf den Flughafen Luhansk mit mobilen Boden-Luft-Raketen abgeschossen. Beim Absturz kamen 40 ukrainische Fallschirmjäger und neun Besatzungsmitglieder ums Leben. Nach Erkenntnissen des ukrainischen Inlandsgeheimdienstes (SBU) war die Gruppe Wagner am Abschuss des Flugzeugs beteiligt und der Befehl kam direkt von Generalmajor Jewgeni Nikiforow. Unterdessen drangen zwei T-72-Panzer in Donezk ein. An einem Militärkontrollpunkt in Luhansk brach ein Gefecht aus, das zwei Tage dauerte.
Als ukrainische Truppen Anfang Juli 2014 in der Ostukraine an Boden gewannen, reiste der Separatistenführer Alexander Jurjewitsch Borodai zu politischen Konsultationen nach Moskau. Er kehrte nach Gesprächen mit namentlich nicht genannten Personen in die Rebellenhochburg Donezk zurück und stellte in seiner selbsternannten Republik Wladimir Antyufeyew vor. Antyufeyew war in der prorussischen Separatistenbewegung in der Republik Moldau und im Krieg zwischen Russland und Georgien aktiv gewesen. Am 10. Juli ernannte Borodai Antyufeyew zum „stellvertretenden Ministerpräsidenten“.

### Abschuss von Malaysia-Airlines-Flug 17
Ein ziviles Passagierflugzeug, Malaysia Airlines Flug 17, wurde am 17. Juli 2014 über Hrabowe (einem Dorf in der Oblast Donezk) abgeschossen, wobei alle 298 Menschen an Bord getötet wurden. Die Verantwortung für die Untersuchung wurde an das Dutch Safety Board (DSB) und das von den Niederlanden geführte Joint Investigation Team (JIT) delegiert, die zu dem Schluss kamen, dass das Verkehrsflugzeug von einer Buk-Boden-Luft-Rakete abgeschossen wurde. Laut JIT stammte die verwendete Buk von der 53. Flugabwehrbrigade der Russischen Föderation und war am Tag des Absturzes aus Russland transportiert worden, abgefeuert von einem Feld in einem von Separatisten kontrollierten Gebiet, und die Trägerrakete kehrte nach Russland zurück, nachdem sie zum Abschuss von MH17 verwendet worden war.
Diese Katastrophe folgte auf zwei Vorfälle Anfang der Woche, als zwei Flugzeuge der ukrainischen Luftwaffe abgeschossen wurden. In der Zwischenzeit führten die Kämpfe in Luhansk zum Ausfall der Stromversorgung und der Wasserversorgung in der ganzen Stadt. Beschuss beschädigte ein Umspannwerk im Bezirk Kamennobrodskiy und verursachte den Stromausfall. Eine Ölraffinerie in Lyssytschansk wurde ebenfalls angezündet.

### Einmarsch der russischen Armee im August 2014
Im Juli begann die russische Armee die ukrainische Armee von russischem Staatsgebiet mit schwerer Artillerie zu beschießen. Bei einem Angriff auf einen Militärstützpunkt in der Region Luhansk wurden 79 ukrainische Soldaten getötet. Der Beschuss zog sich über mehrere Wochen hin. Gleichzeitig beschoss die ukrainische Armee urbane Gebiete in Donezk, in denen sich Girkin mit seinen Männern zurückgezogen hatte. Dieser räumte ein: „Für den bisherigen Beschuss in Donezk bin ich verantwortlich.“
In der zweiten Julihälfte nahm die ukrainische Armee verstärkt durch paramilitärische Einheiten von den Separatisten gehaltene Gebiete ein, die bis Anfang August kontinuierlich zusammenschrumpften. Die Regierungskräfte schienen kurz zuvor, die Kontrolle über die Grenze wiederzuerlangen und einen Keil zwischen die beiden Volksrepubliken DNR und LNR zu treiben. Am 7. August unternahm die Armee einen Versuch, Ilowajsk einzunehmen, und bis 18. August war sie bis ins Zentrum vorgedrungen.
Der neu ernannte Ministerpräsident der DNR Alexander Sachartschenko erklärte am 15. August, aus Russland sei substanzielle Verstärkung eingetroffen, bestehend aus 1.200 in Russland ausgebildeten Kombattanten, 150 gepanzerten Fahrzeugen und 30 Panzern. Am 24. August erfolgte ein Überraschungsangriff von 4.000 regulären russischen Armeeeinheiten mit T-72B3-Panzern der 6. Panzerbrigade und Fallschirmjägern. Die ukrainischen Kräfte wurden eingekesselt und am 29. August kündigte Putin an, einen „humanitären Korridor“ für den Abzug zu öffnen. Am 1. September war Ilowajsk in der Hand der Separatisten und etwa 350 ukrainische Soldaten waren gefallen. Im August 2014 setzte Russland geschätzt etwa 3.500 bis 6.500 Soldaten ein, Ende des Jahres waren es etwa 10.000.

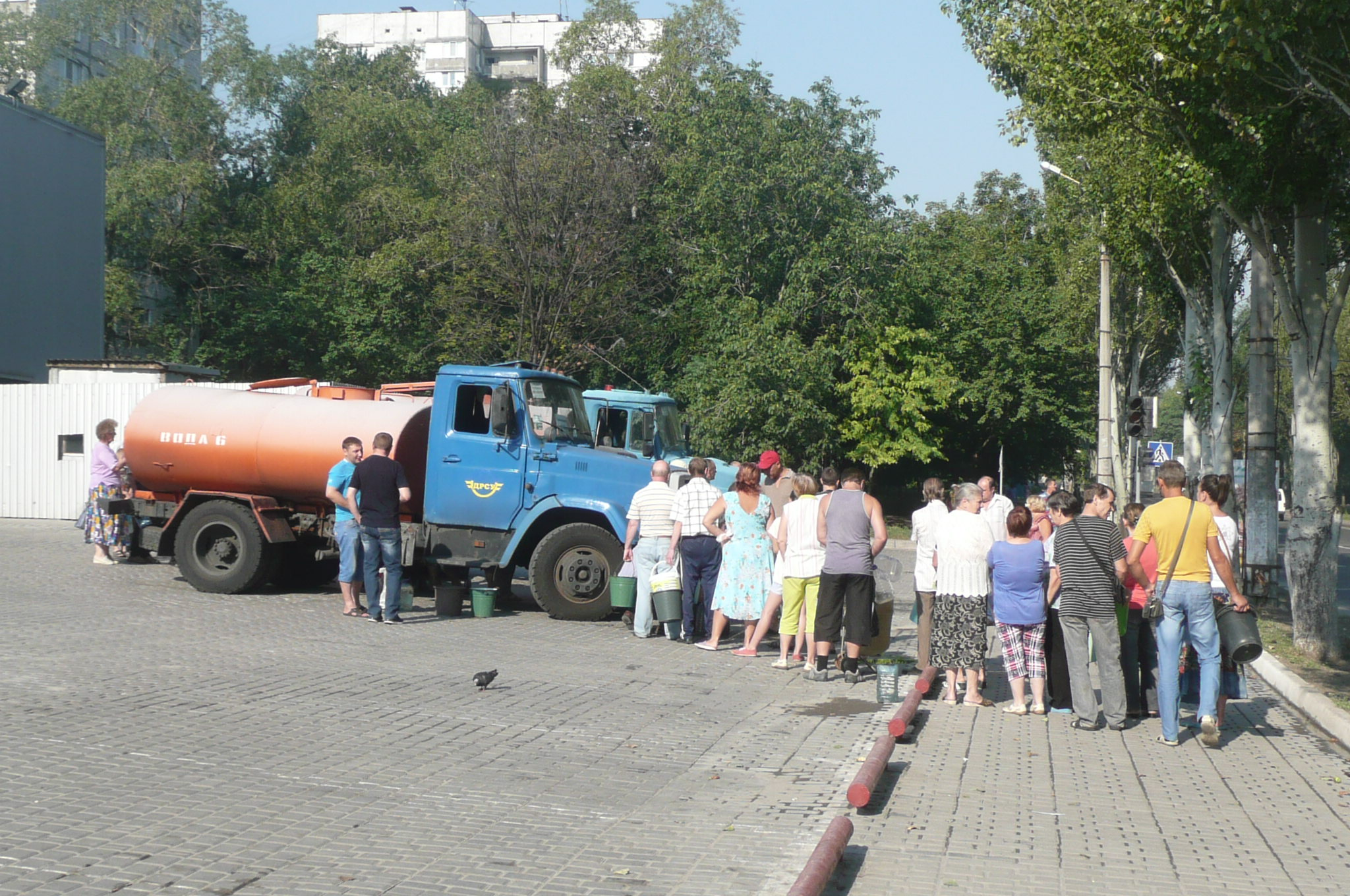
Bewohner stehen in Donezk im August 2014 für Wasser an

Mit der „Volksrepublik Donezk“ (DVR) verbundene Aufständische griffen mit Unterstützung russischer Truppen am 25. August 2014 die Stadt Nowoasowsk im Süden von Donezk an und eröffneten damit eine neue Kriegsfront im Donbass. Die Regierungstruppen waren gezwungen, sich von Nowoasowsk in die Stadt Mariupol zurückzuziehen.
Der Kreml bestritt die Beteiligung der russischen Armee an den Kämpfen in der Ukraine. In einem Telefongespräch mit Bundeskanzlerin Angela Merkel sagte Putin, dass alle russischen Soldaten in Donezk Freiwillige auf Urlaub seien. Als Merkel fragte, ob russische Soldaten immer voll bewaffnet in den Urlaub fahren, gab Putin der Korruption die Schuld und sagte, die Waffen müssten unterwegs gestohlen worden sein. Die Separatisten selbst bezeichneten die russischen Truppen als „Urlauber“, nachdem Sachartschenko im russischen Staatsfernsehen erklärt hatte, dass aktive russische Soldaten lieber in der Ukraine kämpften, als ihren Urlaub am Strand zu verbringen. Nach Angaben von Sachartschenko waren zwischen drei- und viertausend solcher „Freiwilligen aus Russland“ an der Seite der Separatisten im Einsatz. Die Bundesregierung war gut über russische Truppen in der Ukraine informiert. Der Militärattaché an der Botschaft in Moskau hatte mit seinen Mitarbeitern die Grenze abgefahren und russische Truppenbewegungen dokumentiert. Botschafter Rüdiger von Fritsch legte im russischen Außenministerium ein Foto eines russischen Militärkonvois mit Panzern vor, der die Grenze überschritten hatte.

## Minsk I

Karte der Pufferzone, Minsk I

Das Protokoll von Minsk wurde am 5. September 2014 im belarussischen Minsk unterzeichnet. Minsk I ist die schriftliche Zusammenfassung der Ergebnisse der Beratungen der aus Ukraine, der OSZE und Russland bestehenden trilateralen Kontaktgruppe zu gemeinsamen Schritten zur Umsetzung des Friedensplanes des ukrainischen Präsidenten Petro Poroschenko und der Initiativen des russischen Präsidenten Wladimir Putin.
OSZE-Beobachter teilten mit, sie würden den Waffenstillstand beobachten und die ukrainische Regierung bei der Umsetzung unterstützen. Laut der New York Times war das Abkommen eine „fast wörtliche“ Wiederholung des gescheiterten „15-Punkte-Friedensplans“ des ukrainischen Präsidenten Petro Poroschenko vom Juni. Es wurde vereinbart, dass alle von beiden Seiten gemachten Gefangenen ausgetauscht und schwere Waffen aus dem Kampfgebiet entfernt werden.
Humanitäre Korridore sollten aufrechterhalten werden, damit Zivilisten betroffene Gebiete verlassen konnten. Präsident Poroschenko teilte mit, dass den Oblasten Donezk und Luhansk ein „Sonderstatus“ zuerkannt werde und dass der Gebrauch der russischen Sprache in diesen Gebieten gesetzlich geschützt sei. Zur Stärkung der separatistischen Kräfte startete Russland eine große Ausrüstungsoperation. Die Führer der DVR und LPR erklärten, dass sie trotz dieser Zugeständnisse an ihrem Wunsch nach vollständiger Unabhängigkeit von der Ukraine festhielten. Der russische Präsident Wladimir Putin und der ukrainische Präsident Poroschenko diskutierten am 6. September über den Waffenstillstand. Beide Parteien gaben bekannt, sie seien mit dem Waffenstillstand zufrieden. Dennoch wurde von beiden Seiten gegen den Waffenstillstand verstoßen. Warlords übernahmen die Kontrolle über einzelne Gebiete der Aufständischen, was zu einer weiteren Destabilisierung führte.

## Bruch des Waffenstillstands im Januar 2015

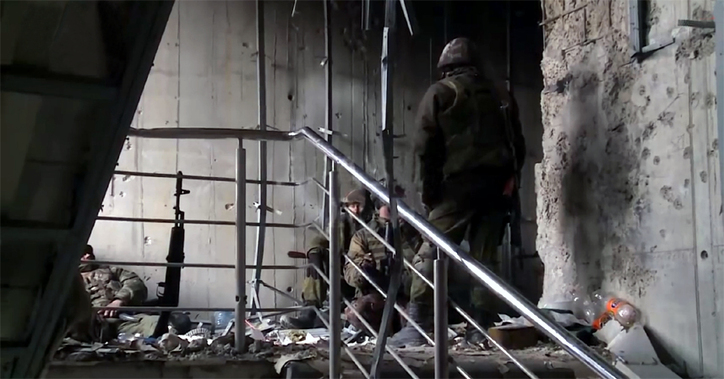
Kampf um den Flughafen Donezk, 16. Januar 2015.

Karte des Donbass zum Ende der Schlacht von Debalzewe 2015

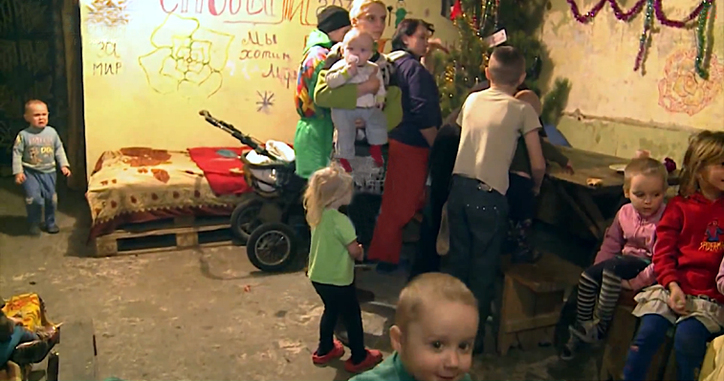
Väterchen Frost besucht Kinder im Luftschutzbunker von Donezk, 6. Januar 2015.

OSZE-Beobachter berichteten von einem „Anstieg der Spannungen“ nach dem Neujahrstag. Es wurden zahlreiche Waffenstillstandsverletzungen registriert, die meisten davon in der Nähe des internationalen Flughafens Donezk.
In der Oblast Luhansk kam es zu Machtkämpfen zwischen aufständischen Gruppen. Kämpfer der Volksrepublik Lugansk sagten aus, sie hätten Alexander Bednow, Pseudonym „Batman“, Anführer der von Russland kontrollierten „Batman-Bataillons“, am 2. Januar 2015 getötet. Bednow habe ein „illegales Gefängnis“ geführt und Gefangene gefoltert.
Nikolai Kozitsyn, Anführer einer in Antrazyt ansässigen militanten Don-Kosaken-Gruppe, teilte mit, dass das von seiner Gruppe kontrollierte Gebiet, das von der Volksrepublik Lugansk beansprucht wird, Teil des „Russischen Reiches“ geworden sei und dass der russische Präsident Wladimir Putin sein „Kaiser“ wäre. Ein Überlandbus, der an einem Regierungskontrollpunkt in Buhas, 35 Kilometer südwestlich der Stadt Donezk, hielt, wurde am 13. Januar von einer Grad-Rakete getroffen, wobei 12 Zivilisten getötet wurden. Der ukrainische Präsident Petro Poroschenko verhängte einen Tag der Staatstrauer. Heftige Kämpfe fanden in der gesamten Konfliktzone, darunter am internationalen Flughafen Donezk und in Debalzewe, statt.

## Minsk II

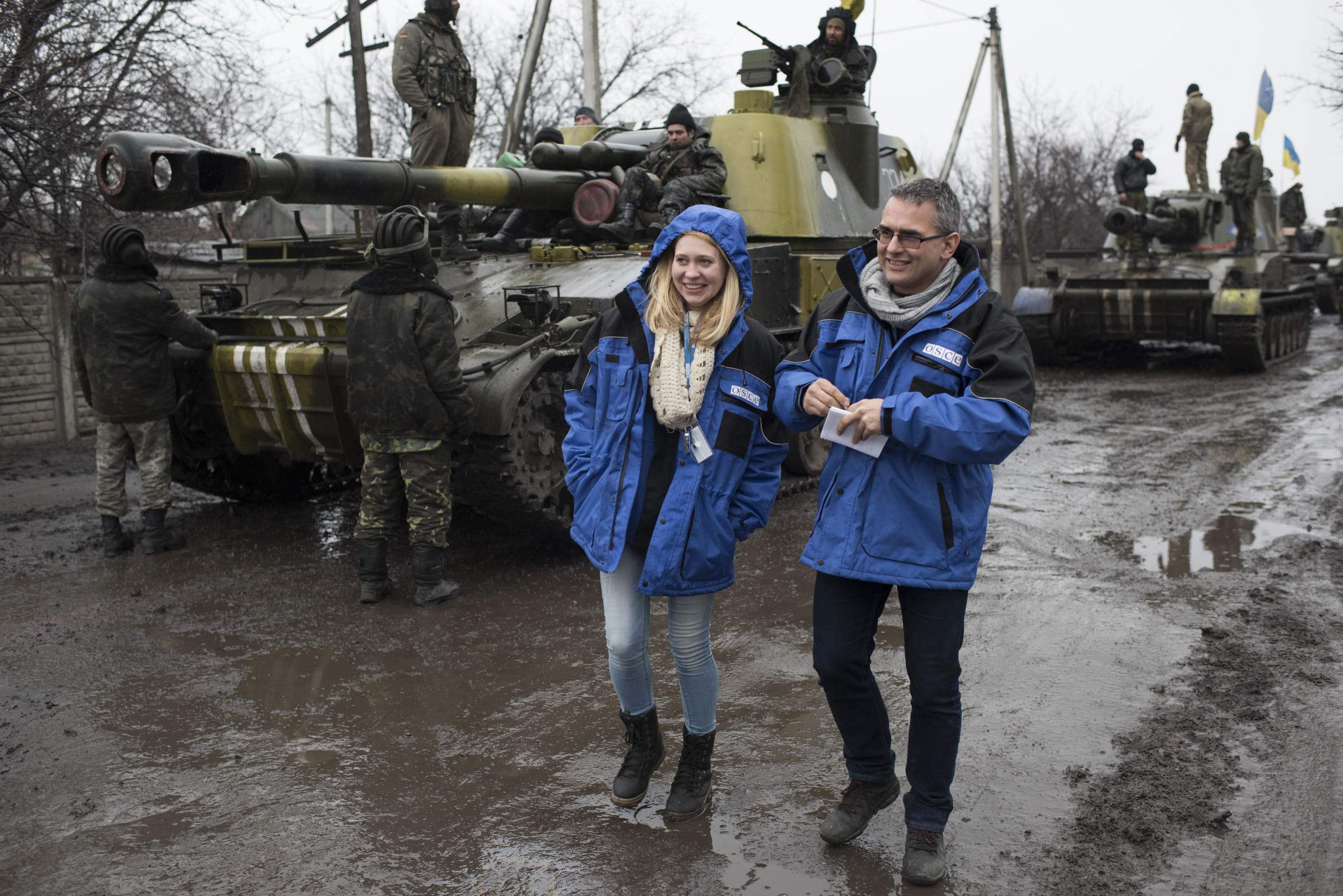
Die SMM der OSZE überwacht die Bewegung schwerer Waffen in der Ostukraine, 4. März 2015

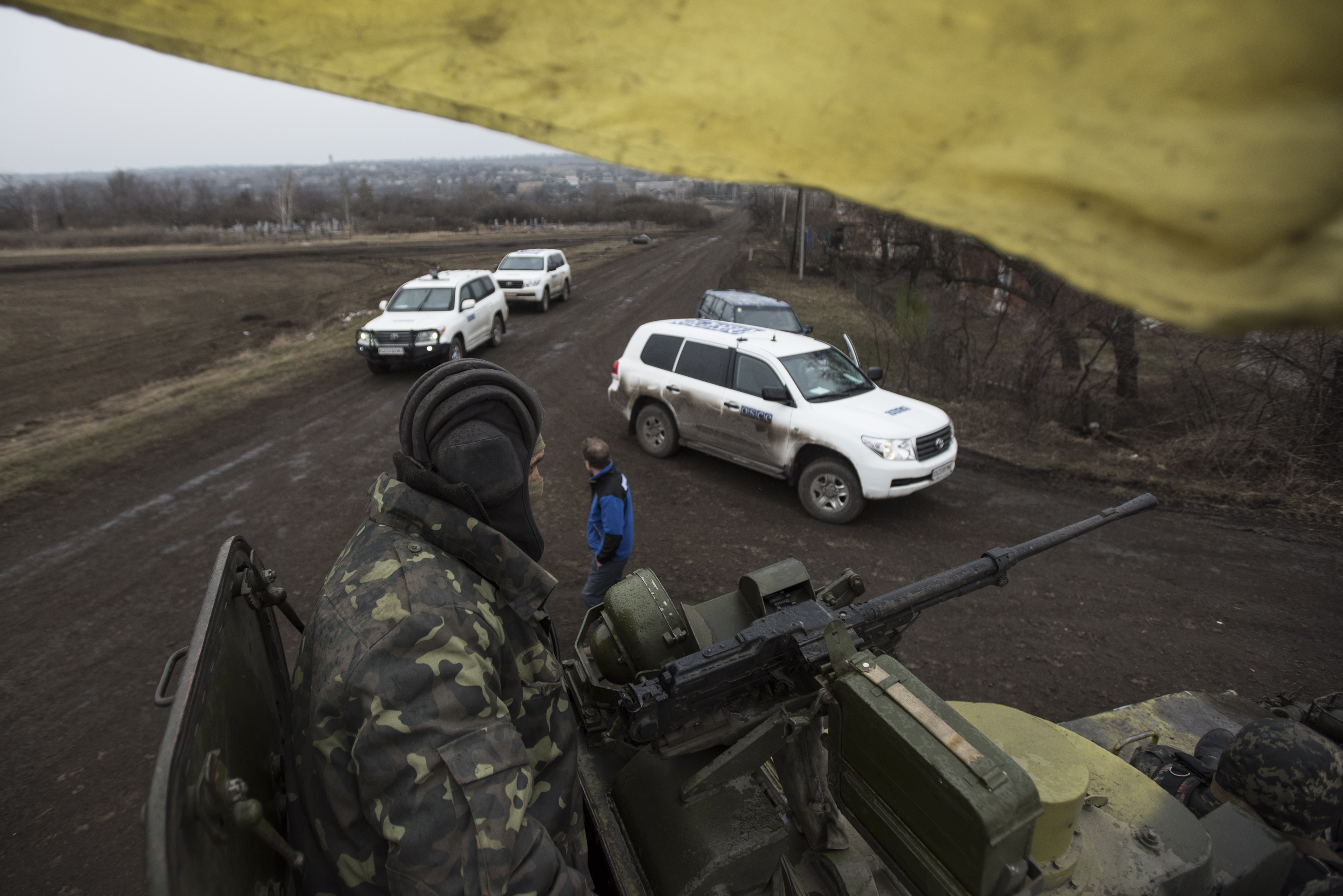
Die SMM der OSZE überwacht die Bewegung schwerer Waffen in der Ostukraine

Es kam erneut zu heftigen Kämpfen in der gesamten Konfliktzone, darunter am internationalen Flughafen Donezk und in Debalzewe. Die beteiligten Parteien einigten sich am 12. Februar 2015 auf einen neuen Waffenstillstand namens Minsk II. Unmittelbar nach der Unterzeichnung des Abkommens starteten separatistische Kräfte eine Offensive auf Debalzewe und zwangen die ukrainischen Streitkräfte zum Rückzug. In den Monaten nach dem Fall von Debalzewe wurden entlang der Kontaktlinie kleinere Gefechte fortgesetzt, es traten jedoch keine territorialen Änderungen auf. Beide Seiten begannen, ihre Position zu stärken, indem sie Netzwerke aus Schützengräben, Bunkern und Tunneln bauten und den Konflikt in einen statischen Grabenkrieg verwandelten. Die Pattsituation führte dazu, dass der Krieg als „eingefrorener Konflikt“ bezeichnet wurde. Trotzdem blieb das Gebiet ein Kriegsgebiet, in dem jeden Monat Dutzende von Soldaten und Zivilisten getötet wurden. Im Jahr 2017 starb durchschnittlich alle drei Tage ein ukrainischer Soldat im Kampf, mit geschätzten 6.000 russischen und 40.000 Separatisten in der Region. Bis Ende 2017 zählte die Beobachtungsmission der OSZE an den beiden Grenzübergängen, die sie überwachen durfte, rund 30.000 Personen in Militärausrüstung, die von Russland in den Donbass übersetzen. Die OSZE dokumentierteauch viele Fälle von Militärkonvois, die auf unbefestigten Straßen, abseits offizieller Grenzübergänge und normalerweise nachts von Russland in den besetzten Donbass übersetzten.
Am 2. April 2015 meldeten Beobachter der OSZE, dass entgegen der Vereinbarungen von Minsk schwere Kriegstechnik der regierungsfeindlichen Truppen in Schyrokyne sei. Am 16. April verkündeten die regierungsfeindlichen Truppen, dass sie den größten Teil von Schyrokyne kontrollierten.
Ende April berichtete die OSZE, dass man die heftigsten Gefechte in Schyrokyne seit Februar 2015 registriert habe. Am 30. Mai gerieten einige der verbliebenen Zivilisten im Ort unter Feuer von Scharfschützen. Ein Einwohner wurde getötet, weitere verletzt.
Mitte Juni 2015 besuchte der ukrainische Präsident Petro Poroschenko Mariupol. Nach andauernden Kämpfen und heftigem Beschuss mit schweren Waffen, unter denen vor allem die Zivilbevölkerung gelitten hatte und die 80 % der Häuser und der Infrastruktur zerstörten hatten, hatten die Truppen der VRD die verbliebenen Bewohner evakuiert und den Ort Anfang Juli 2015 geräumt. Die Kämpfe entbrannten erneut am 3. Juni 2015, als Aufständische der DVR einen Angriff auf die von der Regierung kontrollierte Stadt Marjinka starteten. Artillerie und Panzer wurden in der Schlacht dort eingesetzt, die als die schwersten Kämpfe seit der Unterzeichnung von Minsk II beschrieben wurde.
Nach Monaten der Waffenstillstandsverletzungen einigten sich die ukrainische Regierung, die DVR und die LPR gemeinsam darauf, alle Kämpfe ab dem 1. September 2015 einzustellen. Diese Vereinbarung fiel mit dem Beginn des Schuljahres in der Ukraine zusammen und sollte einen weiteren Versuch ermöglichen, die Punkte von Minsk II umzusetzen. Am 12. September bestätigte der deutsche Außenminister Frank-Walter Steinmeier, dass der Waffenstillstand gehalten habe und dass die Konfliktparteien „sehr nahe dran“ seien, eine Einigung über den Abzug schwerer Waffen aus der Kontaktlinie zu erzielen, wie von Minsk II festgelegt.
Von 2018 bis 2020 wurden im Durchschnitt alle drei Monate neue brüchige Waffenstillstandsvereinbarungen durch die trinationale Kontaktgruppe für die Ukraine bestehend aus Russland, Ukraine und OSZE getroffen:
- 30. März 2018
- 1. Juli 2018
- 29. August 2018
- 29. Dezember 2018
- 8. März 2019
- 21. Juli 2019
- 1. Januar 2020
- 27. Juli 2020

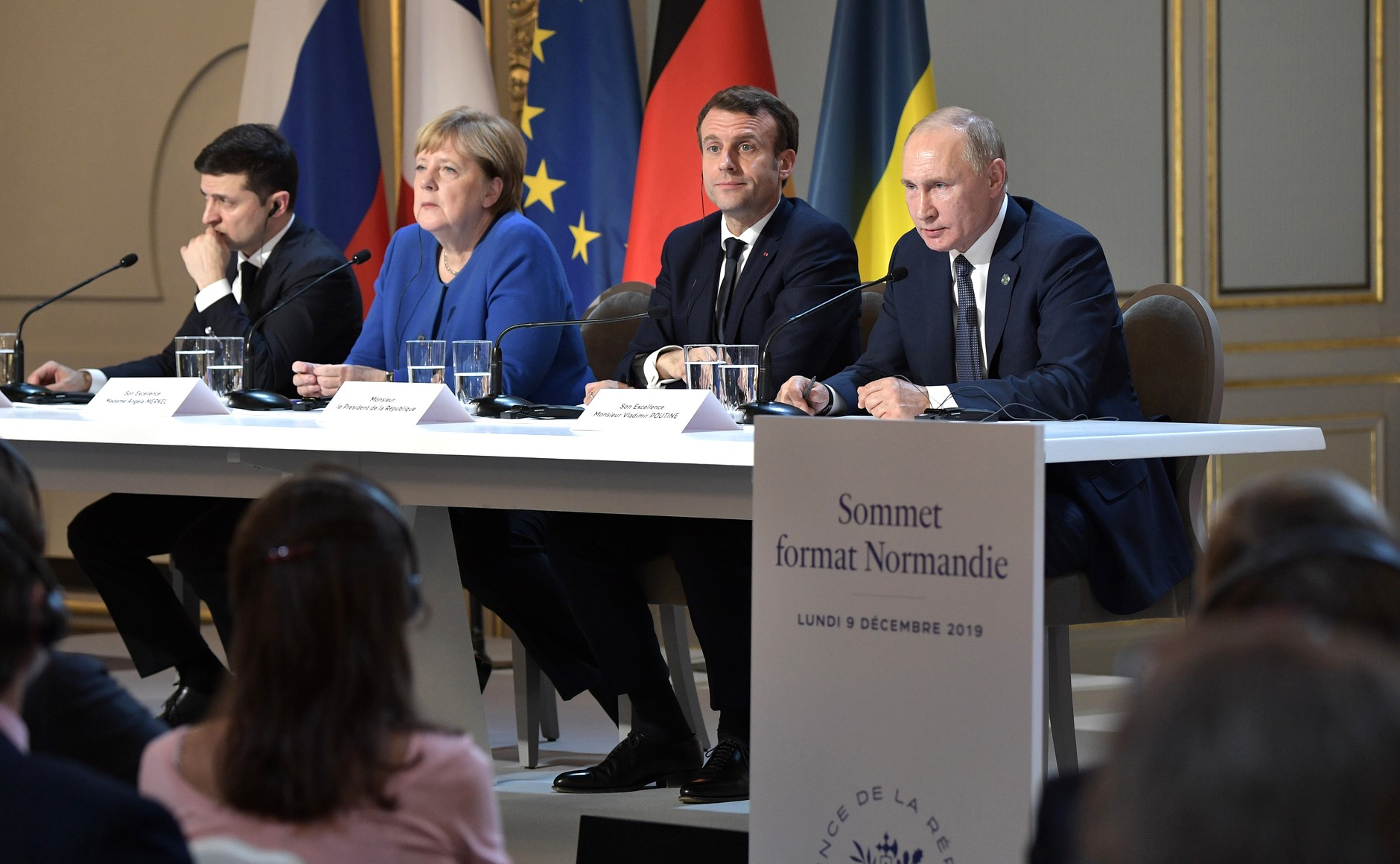
Ukraine-Gipfel in Paris, Dezember 2019

Auf dem Ukraine-Gipfel in Paris am 9. Dezember 2019 einigten sich durch Vermittlung von Macron und Merkel die beiden Präsidenten Putin und Selenskyj auf einen vollständigen Waffenstillstand und Gefangenenaustausch für die Ostukraine,
der aber weiterhin immer wieder durch die russische Seite gebrochen wurde.

## Opfer
Nach Schätzungen der UN wurden zwischen 14.200 und 14.400 Menschen im Zeitraum von April 2014 bis Dezember 2021 in Folge des Krieges getötet.